# Alvarezsauroidea
De Alvarezsauroidea zijn een groep theropode dinosauriërs behorend tot de Maniraptora.
In 2007 benoemden Bradley Livezey en Richard Zusi een klade Alvarezsauroidea die ze definieerden als de groep bestaande uit de laatste gemeenschappelijke voorouder van Patagonykus, Alvarezsaurus en Mononykus en al zijn afstammelingen. In deze betekenis was het begrip identiek aan Alvarezsauridae sensu Novas en het vond geen ingang. In 2010 werd de ontdekking van Haplocheirus bekendgemaakt, een vroege aftakking van de stamlijn die naar de alvarezsauriden leidde. De beschrijvers ervan, Choiniere e.a., gaven daarom een nieuwe definitie van de Alvarezsauroidea: de groep bestaande uit Alvarezsaurus calvoi en alle soorten nauwer verwant aan Alvarezsaurus dan aan de huismus Passer domesticus. Hiermee wordt de hele stamlijn bestreken, inclusief Haplocheirus.
De Alvarezsauroidea bestaan uit kleine bevederde theropoden die aangepast zijn aan een levenswijze als insecteneter en een vogelachtige kop hebben. Ze zijn bekend uit het late Jura tot het late Krijt van Azië, Noord-Amerika en Zuid-Amerika.